# Volodímir Sosiura
Volodímir Mikoláiovich Sosiura, en ucraniano: Володи́мир Микола́йович Сосю́ра, (Debáltseve, 6 de enero de 1898 - Kiev, 8 de enero de 1965) fue un poeta lírico soviético de etnia ucraniana, escritor y veterano de la guerra ucraniano-soviética.

## Vida
Volodimir Sosiura nació en el asentamiento junto a la estación de tren de Debáltseve, en la gobernación de Yekaterinoslav del Imperio ruso, en lo que hoy es la ciudad de Debáltseve.
Comenzó a trabajar en 1909 en la fábrica de refrescos Donets en el asentamiento de Verjni, hoy parte de Lisichansk, donde permaneció durante un par de años. Entre 1914 y 1918 estudió en una escuela agrícola [uchilische] en el asentamiento de la estación de Yama, en lo que hoy es Síversk. En 1918, Sosiura fue miembro del grupo de trabajadores insurgentes de la fábrica de refrescos Donets 
Sosiura luchó en el Ejército Popular de Ucrania de Petliura —el 3.er Regimiento Haidamaka que estaba acuartelado en Bajmut— durante el invierno de 1918 hasta el otoño de 1919, antes de ser hecho prisionero por el Ejército Voluntario de Denikin. Fue condenado a muerte por fusilamiento, pero sobrevivió porque la herida resultó no ser mortal y logró escapar. Más tarde, después de que la República Popular Ucraniana fuera invadida, se unió al Ejército Rojo.

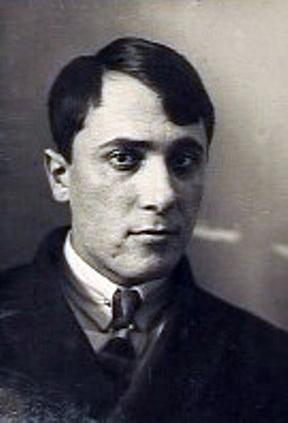
Sosiura en la década de 1920

Después de terminar la Guerra civil rusa en Ucrania, estudió  de 1922 a 1923 en la Universidad Comunista Artem en Járkov, luego en la facultad obrera del Instituto de Educación Pública también en Járkov de 1923 a 1925. Sosiura pertenecía a las organizaciones literarias ucranianas Pluh, Hart, VAPLITE y la Asociación Panucraniana de Escritores Proletarios.
En las décadas de 1920 y 1930, Sosiura se volvió muy popular, pero sus lealtades ideológicas estaban divididas entre sus sentimientos patrióticos hacia Ucrania y aquellos hacia la Unión Soviética, y sus ideologías a menudo cambiantes. Aunque había sido miembro del Partido Comunista de la República Socialista Soviética de Ucrania durante mucho tiempo, estuvo frecuentemente en conflictos con él y fue expulsado dos veces por «connotaciones nacionalistas», incluso fue obligado a someterse a una «reeducación» en una fábrica en 1930-1931. Muchos de los poemas de Sosiura no fueron publicados.
En 1948 fue galardonado con los más altos honores del Premio Stalin, pero luego fue objeto de duras críticas por su poema titulado Amor a Ucrania [Любіть Україну], que fue considerado demasiado nacionalista en su tono por varios medios de comunicación soviéticos, incluido Pravda. Poco después su esposa fue arrestada y pasó seis años en prisiones de la NKVD. En 1963 ganó el Premio Shevchenko por Golondrinas al sol y La felicidad de una familia obrera .
Sosiura falleció en Kiev a la edad de 67 años.

## Obra

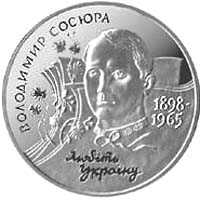
Moneda de dos grivnas

Sus obras incluyen numerosos poemas que varían desde el género patriótico hasta poemas de amor, como Amor a Ucrania [Любіть Україну], El verano tardío [Бабійн Літо], A María, Stalin, y muchos otros.

## Legado
Su retrato y el título de su poema, Amor Ucrania, aparecen en una moneda coleccionable de dos grivnas.
La compositora ucraniana Yudif Grigorevna Rozhavskaya utilizó el texto de Sosiura para sus canciones.